# Villiers-sur-Orge
Villiers-sur-Orge är en kommun i departementet Essonne i regionen Île-de-France i norra Frankrike. Kommunen ligger i kantonen Longjumeau som tillhör arrondissementet Palaiseau. År 2022 hade Villiers-sur-Orge 4 576 invånare.

## Befolkningsutveckling
Antalet invånare i kommunen Villiers-sur-Orge
| Referens: INSEE |